# Béni Kállay
Pour les articles homonymes, voir Kállay.
Béni Kállay de Nagy-Kálló ou Benjamin von Kállay, né le 22 décembre 1839 à Pest et mort le 13 juillet 1903 à Vienne, était un homme d'État austro-hongrois.
Ministre austro-hongrois des finances, il prend en charge l'administration de la Bosnie-Herzégovine, après que l'Autriche-Hongrie en ait reçu l'administration en 1878.